# Тансен (Непал)
Тансен (непальск. तानसेन) — город и муниципалитет на юге центральной части Непала. Административный центр района Палпа, входящего в зону Лумбини Западного региона страны.
Расположен на шоссе между городами Бутвал и Покхара, на гребне горного хребта Махабхарат, на высоте 1090 м над уровнем моря. Долина реки Кали-Гандаки находится в нескольких километрах к северу. Тансен характеризуется умеренным климатом с температурами редко превышающими 30 °C или опускающимися ниже 0 °C.
Тансен был столицей магарского княжества Танаун — одного из наиболее могущественных княжеств региона до возвышения династии Шах. В XVI веке, под предводительством Мукунды Сена, княжество было близко к завоеванию Катманду. Местные магарские правители теряют своё влияние к XVIII веку, а Тансен становится неварским торговым пунктом на пути между Индией и Тибетом, идущим через долину реки Кали-Гандаки и Мустанг. В ходе гражданской войны в Непале маоисты несколько раз нападали на город.
Население города по данным переписи 2011 года составляет 29 095 человек, из них 13 742 мужчины и 15 353 женщины.

Тансен (Непал)
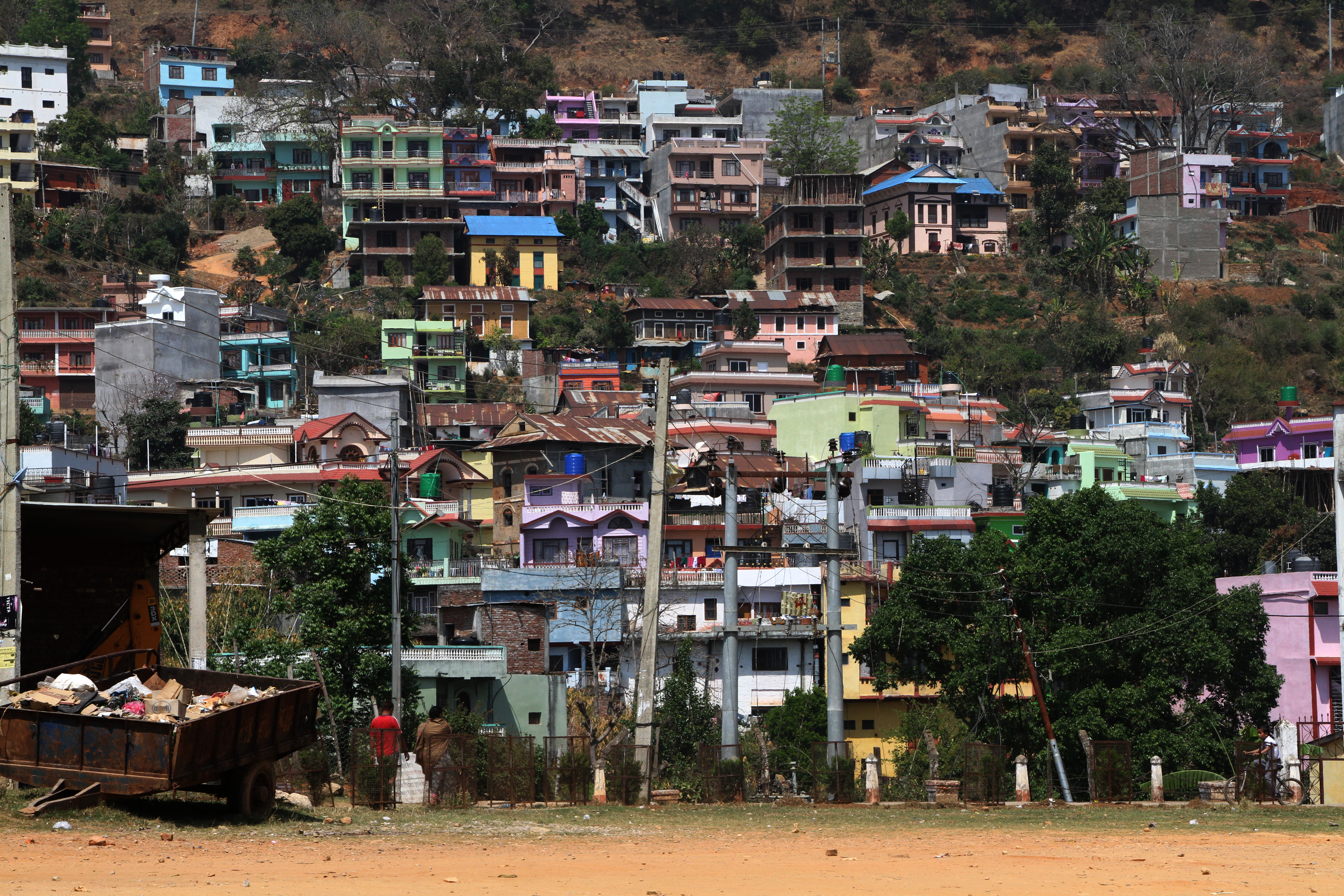
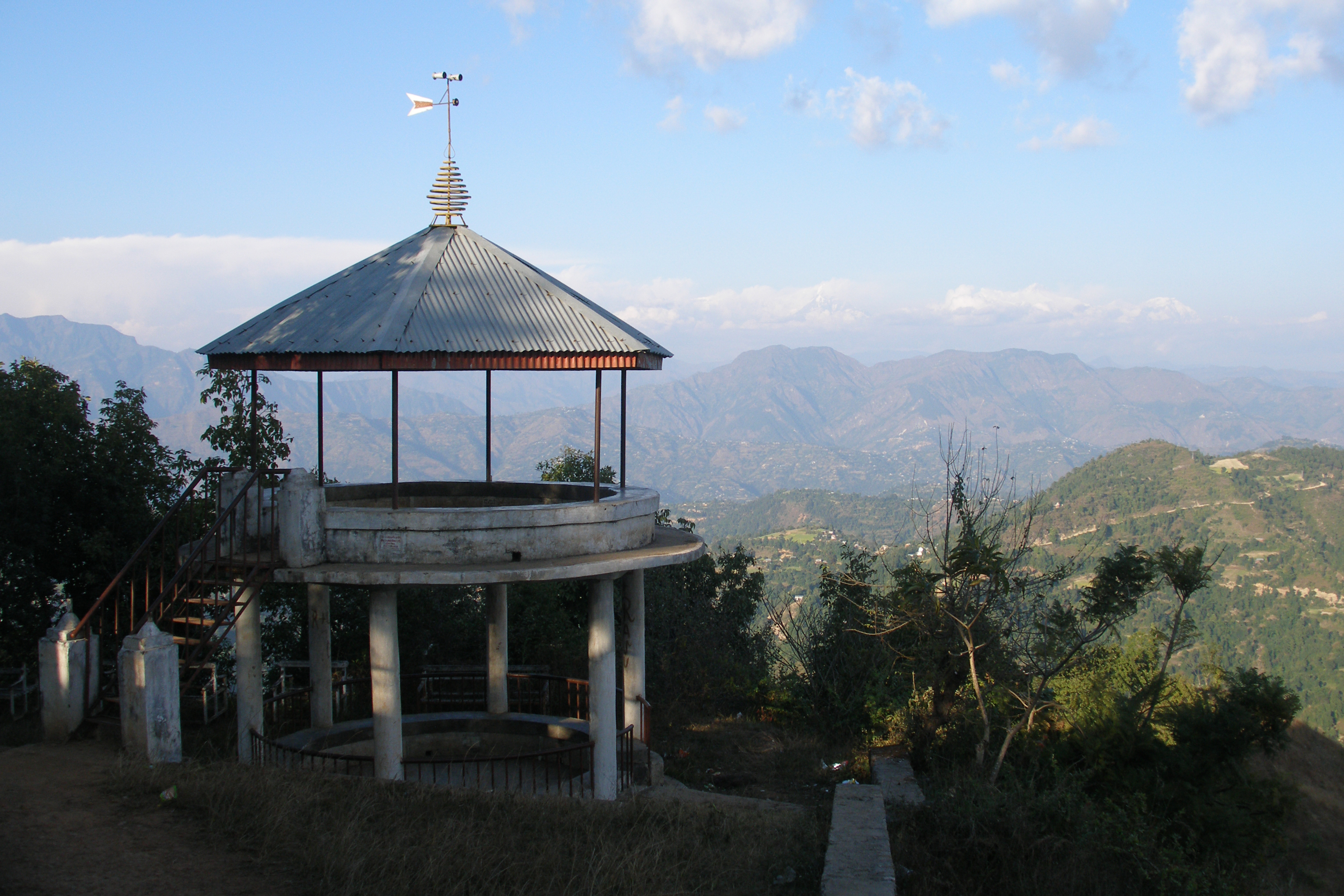
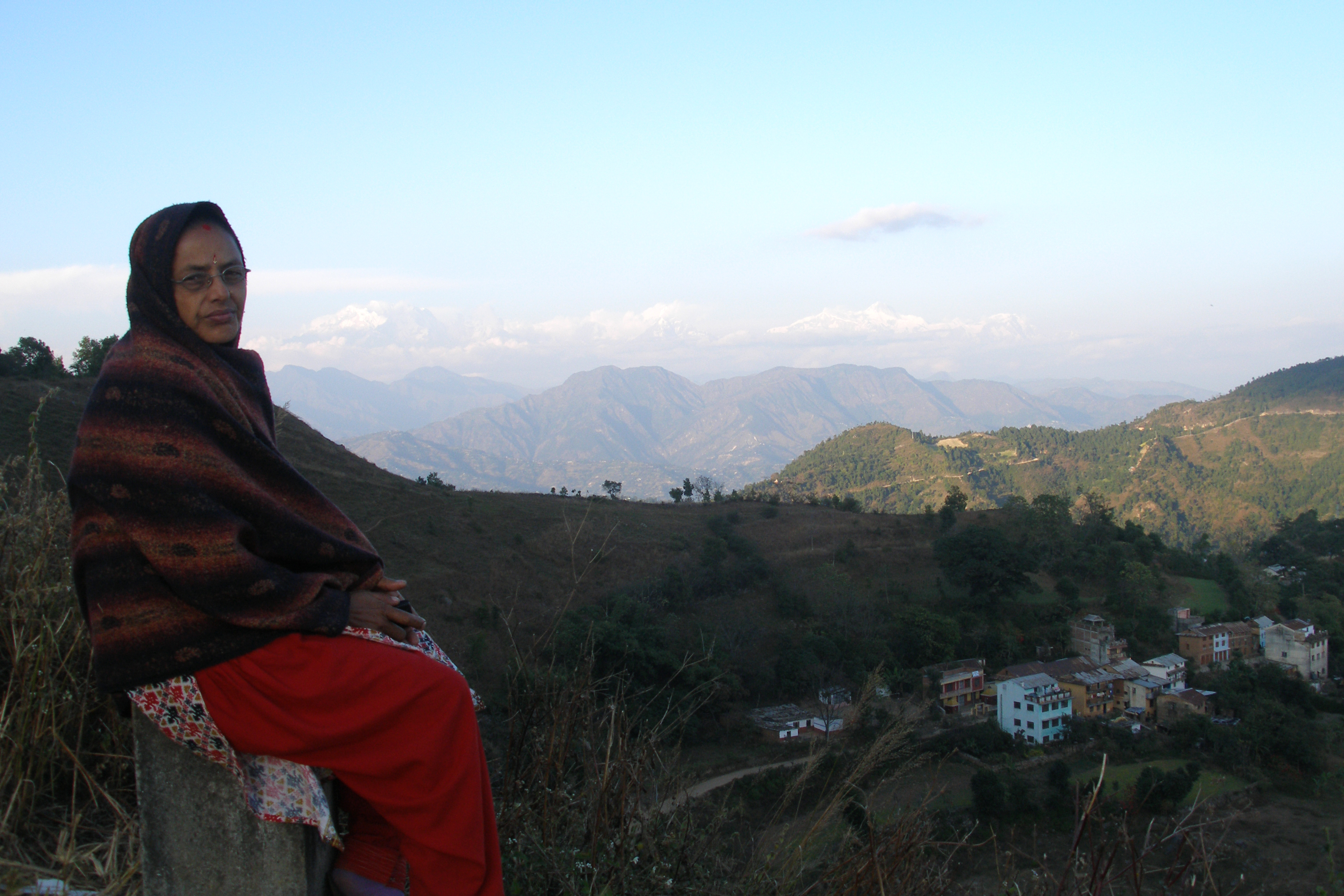
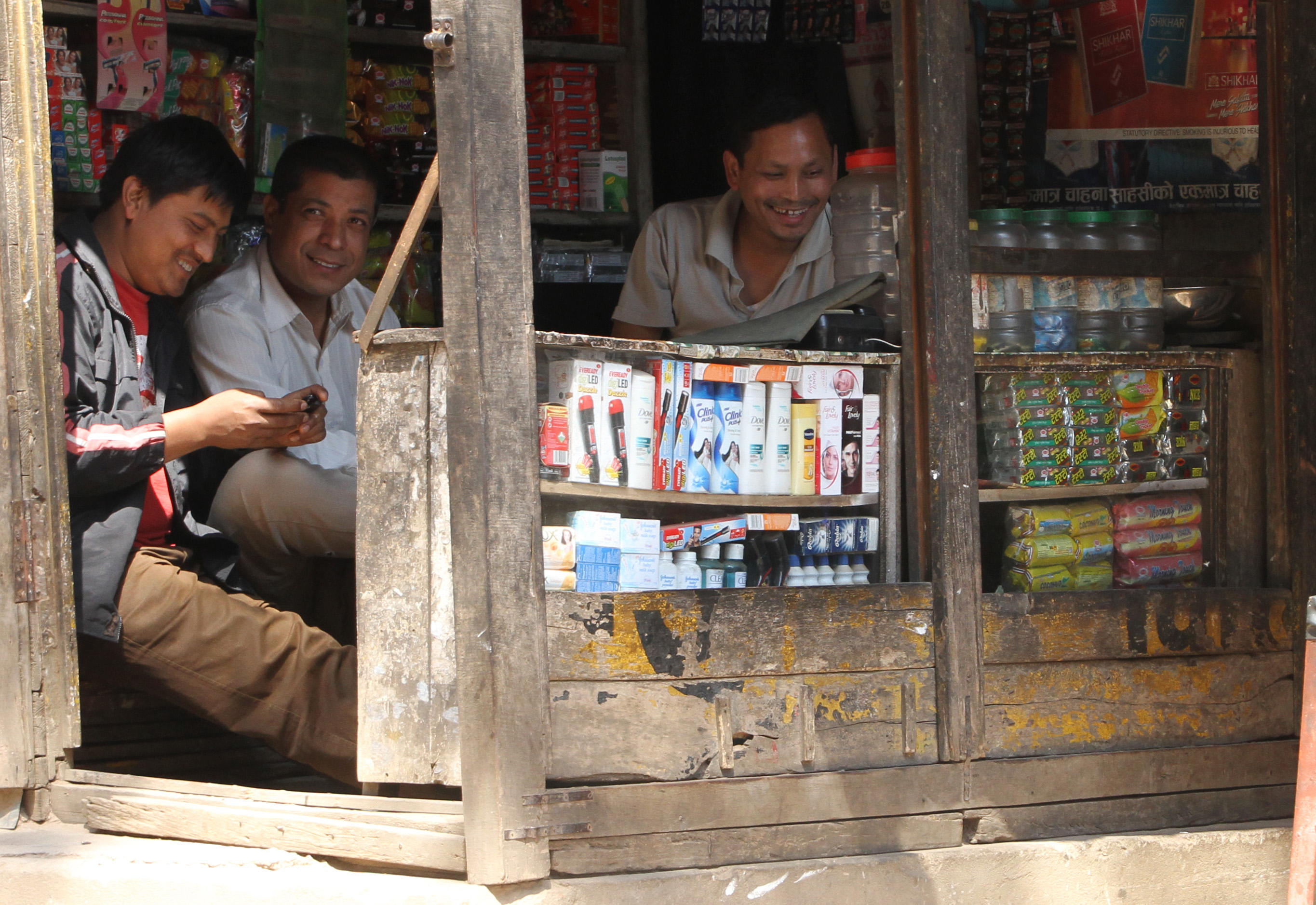
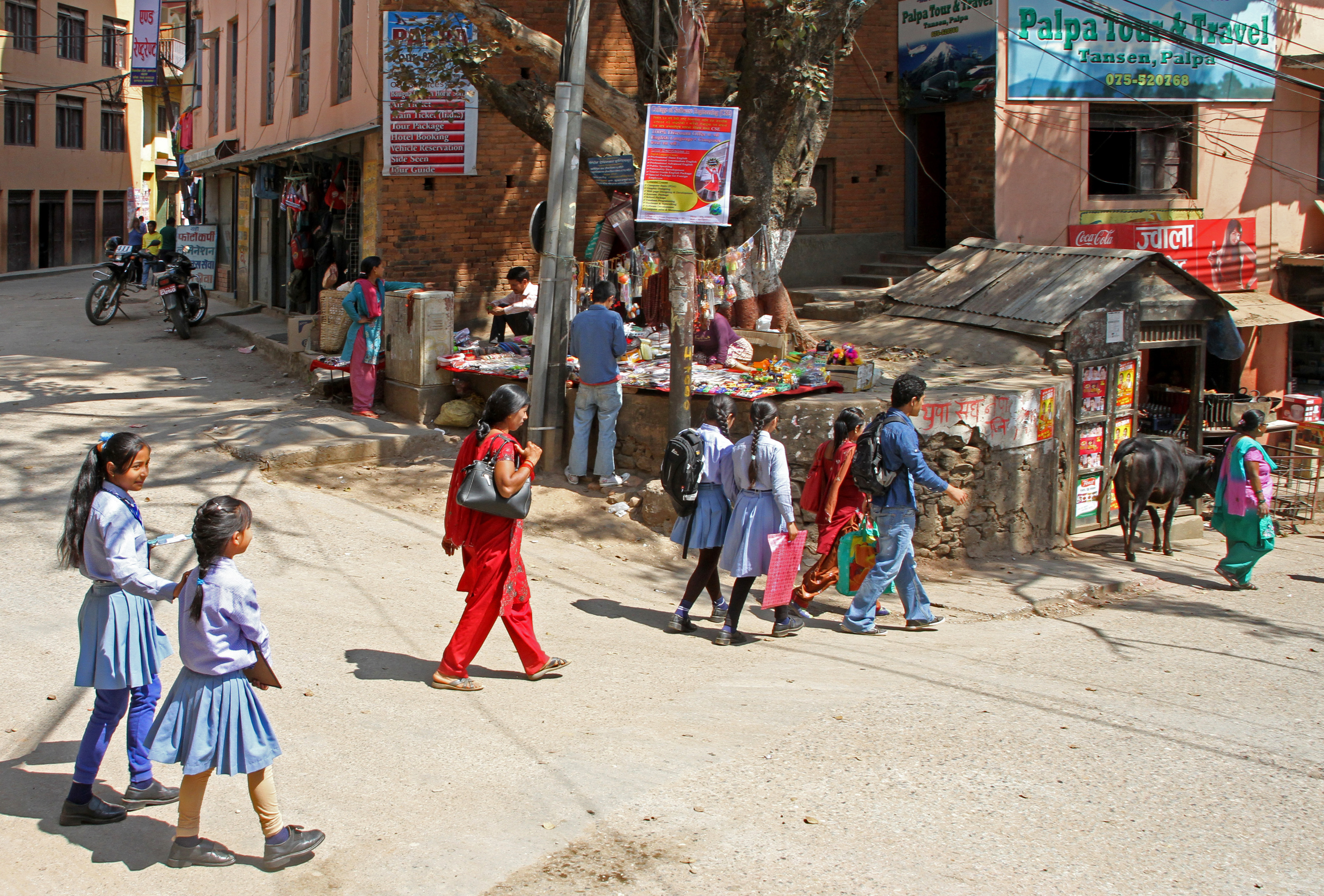
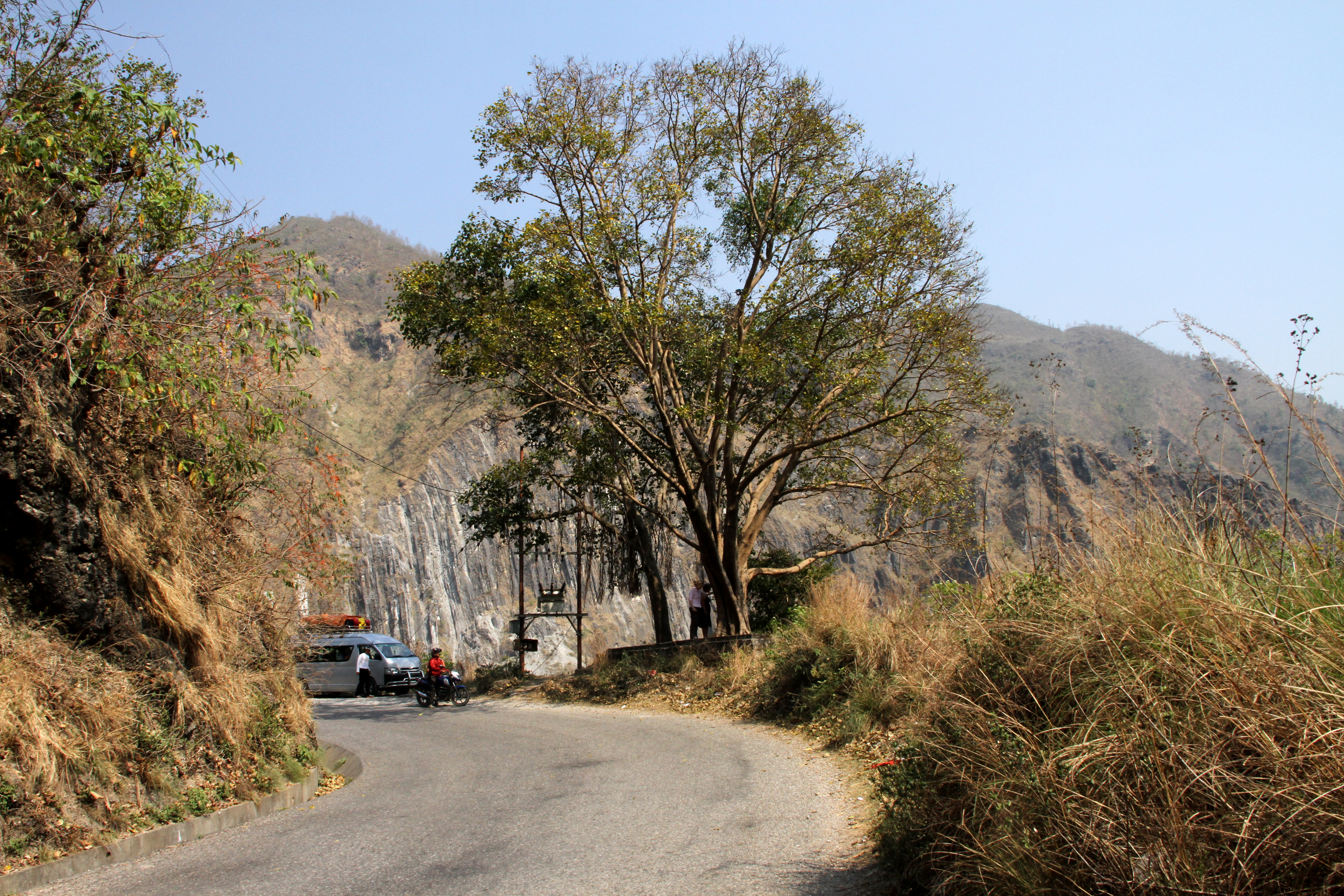
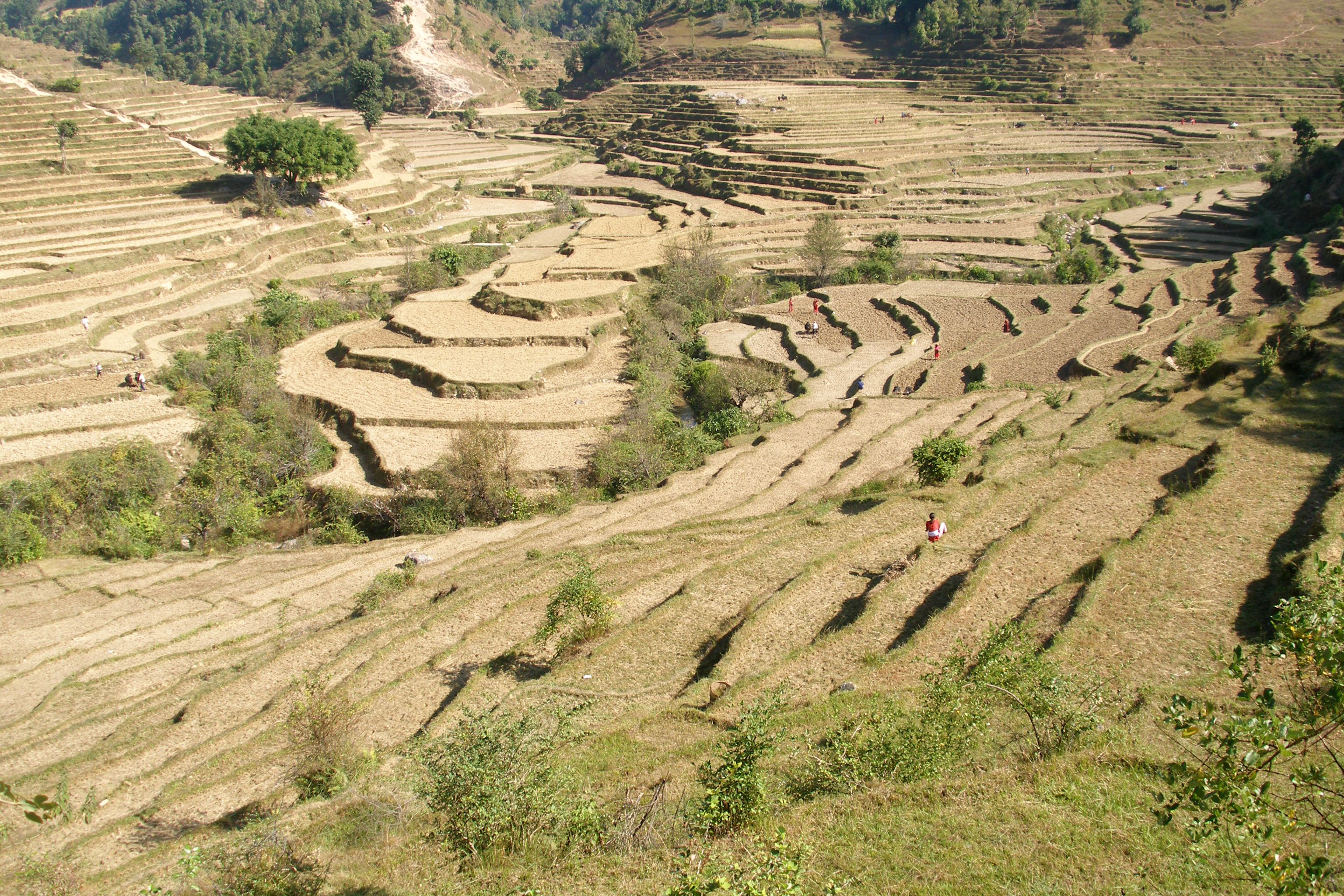
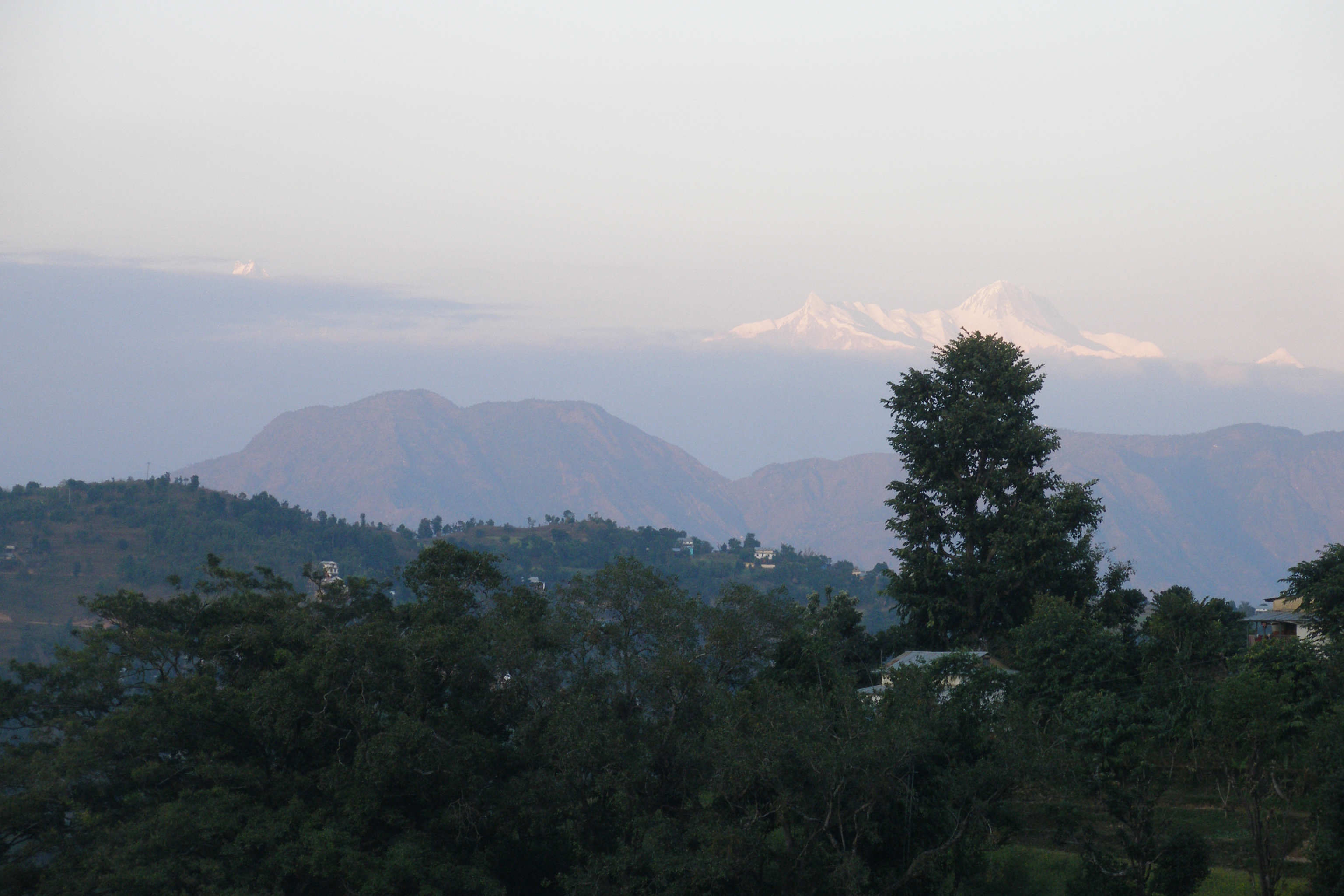